# Hablando se entiende la basca
Hablando se entiende la basca fue un programa de televisión, que se emitió de lunes a viernes en horario de tarde por Telecinco entre 1991 y 1993.

## Formato
Versión juvenil del programa Hablando se entiende la gente que presentaba José Luis Coll en la misma cadena. Niños y adolescentes de entre diez y diecisiete años acuden al programa para ser entrevistados por el presentador en relación con el tema monográfico que daba título a cada una de las emisiones
Se trata de asuntos que interesan a los jóvenes: deportes, aficiones, relaciones familiares, amistad, sexo, etc. Algunos de los temas abordados fueron: 
- Por la cara,
- Dime cómo hablas y te diré quién eres,
- Tú a callar,
- Y tú ... ¿cómo te lo montas?,
- La ratita presumida,
- Este curso se acabó,
- Playa a la vista,
- El amor...¿tiene edad?...

Por el programa aparecieron famosos que serían prometedores en el futuro como Alba Flores o Roberto Leal.